# Documentos Halloween
Documentos Halloween es el nombre con el que se conoce fuera de Microsoft a una serie de memorandos confidenciales sobre las estrategias potenciales de la compañía en 1998 acerca de los programas de código abierto, y GNU/Linux en particular.
El primer documento de Halloween, solicitado por el vicepresidente James Allchin para su revisión por el vicepresidente Paul Maritz y escrito por el ingeniero de Microsoft Vinod Valloppillil llegó a manos de Eric S. Raymond el 30 de octubre de 1998. Eric publicó inmediatamente una versión con anotaciones en su portal de internet. El documento contenía referencias a un segundo documento que trataba específicamente de GNU/Linux. Ese otro documento, escrito por Vinod Valloppillil y Josh Cohen de Microsoft, también fue obtenido, anotado y publicado por Raymond. Microsoft ha admitido que los documentos son auténticos.
Anotados como "confidenciales", los documentos reconocen que los programas abiertos constituyen una amenaza significativa al dominio de Microsoft en la industria de la computación, y sugieren medios para que Microsoft interfiera en su desarrollo.
En ellos Microsoft reconoce que muchos programas de código abierto son técnicamente competitivos respecto a los suyos, lo cual es importante, pues esto contradice varias declaraciones que han hecho al respecto.
Quizás la más famosa de todas las estrategias reveladas por los Documentos es la conocida como Adoptar, extender y extinguir, referida a estándares abiertos. El procedimiento es el siguiente: Microsoft decide en un primer momento "adoptar" un estándar público, después lo "mejora" añadiendo extensiones incompatibles con el estándar original, y termina "extinguiendo" el estándar público al imponer sus propias extensiones propietarias por medio de su dominio del mercado. Según algunos críticos, esta estrategia tiende a reforzar el dominio de Microsoft e inhibe la competencia.